# Frank-Peter Roetsch
Frank-Peter Roetsch (n. 19 aprilie 1964, Güstrow, Republica Democrată Germană, Germania) este un biatlonist ce a reprezentat Republica Democrată Germană și Germania, medaliat olimpic. A participat la 3 ediții ale Jocurilor Olimpice (1984, 1988, 1992) în care a câștigat două medalii de aur și o medalie de argint.